# 18122 Форестамартін
18122 Форестамартін (18122 Forestamartin) — астероїд головного поясу, відкритий 4 липня 2000 року.
Тіссеранів параметр щодо Юпітера — 3,265.